# Пристанційне (Полтавський район)
Пристанці́йне —  село в Україні, у Новосанжарській селищній громаді Полтавського району Полтавської області. Населення становить 877 осіб. До 2020 орган місцевого самоврядування — Малоперещепинська сільська рада.

## Географія
Село Пристанційне знаходиться за 2,5 км від лівого берега річки Ворскла та у заболоченій заплаві річки Тагамлик; за 2 км від села Мала Перещепина. Річка в цьому місці звивиста, утворює стариці та заболочені озера. Село оточене лісовим масивом (сосна). Через село проходить залізниця, станція Мала Перещепинська.

## Історія
12 червня 2020 року, відповідно до розпорядження Кабінету Міністрів України № 721-р «Про визначення адміністративних центрів та затвердження територій територіальних громад Полтавської області», село увійшло до складу Новосанжарської селищної громади.
19 липня 2020 року, в результаті адміністративно - територіальної реформи та ліквідації Новосанжарського району, село увійшло до складу новоутвореного Полтавського району Полтавської області.

## Об'єкти соціальної сфери
- Школа.
- Дитячий садок.